# Arlette Siaretta
Arlette Gaudin Siaretta (Kouribga, Marrocos) é uma empresária, escritora, diretora e produtora de televisão marroquina-brasileira. Fundou várias empresas, tal como Computer Graphics, Intertrade Brasil e Casablanca, sendo a última a mais conhecida, porque é encarregada de algumas produções de séries, telenovelas e filmes. Seus trabalhos mais conhecidos foram na Rede Globo, quando sua empresa ficou responsável pelas imagens da Copa do Mundo de 2002, e na Rede Record, com a produção de Turma do Gueto e Metamorphoses.
| “ | Vamos revolucionar a tevê, imprimir um padrão de qualidade só visto em cinema. Queremos montar um centro de teledramaturgia. Montei a Casablanca depois que li num jornal o (publicitário) Nizan Guanaes reclamando que as campanhas dele não ficavam com qualidade, porque faltava um lugar para finalizá-las. | ” |